# Christiane Karg

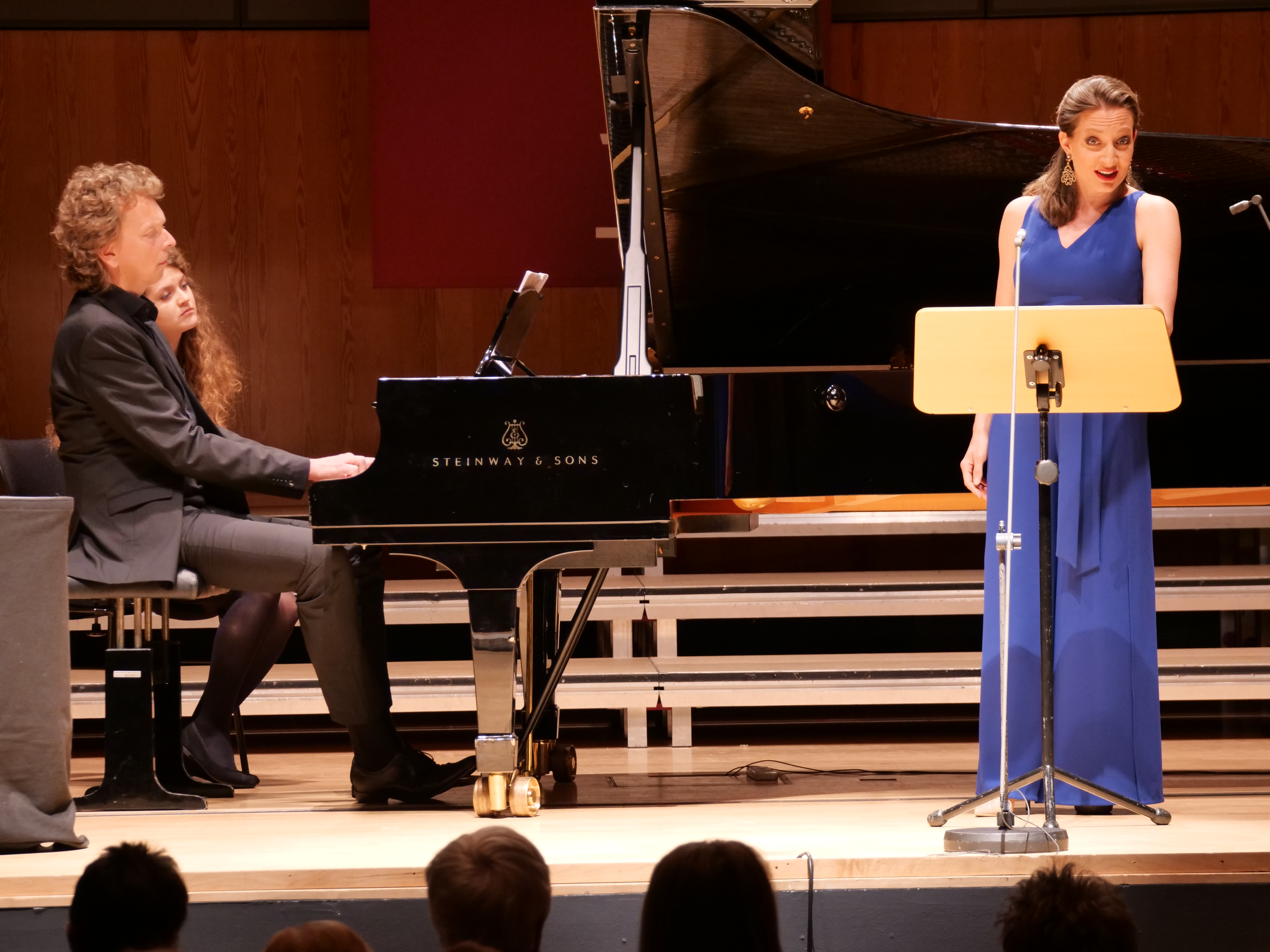
Christiane Karg (rechts) in 2019 in Detmold

Christiane Karg (Feuchtwangen, 6 augustus 1980) is een Duitse opera-, lied-, en concertsopraan. 

## Leven
Christiane Karg is de oudste van drie dochters van patissier Friedrich Karg en zijn vrouw Helga, die hun kinderen op jonge leeftijd kennis lieten maken met de muziekcultuur. Christiane Karg kreeg op jonge leeftijd onderricht piano en fluit en woonde toen al operavoorstellingen bij. Vanaf de leeftijd van 14 kreeg ze zangles. In 1994 en 1996 won ze de Beierse Staatsprijs voor zang. Als onderdeel van de competitie Jugend musiziert won ze de Federale Prijs in de categorie Oude muziek. 
Na haar afstuderen vervolgde Christiane Karg haar zangstudie bij Heiner Hopfner aan het Mozarteum Salzburg en voltooide ook de liedklas met Wolfgang Holzmair. Dit werd gevolgd door een verblijf van zes maanden aan het conservatorium in Verona, waar ze haar opleiding in het Italiaanse repertoire voortzette. In januari 2008 voltooide ze haar studie aan het Mozarteum Opera / Music Theatre en ontving ze hiervoor de Lilli Lehmann- medaille. Karg voltooide masterclasses bij Grace Bumbry, Robert Holl, Mirella Freni en Ann Murray. 
In 2006 debuteerde Christiane Karg op de Salzburger Festspiele als Melia in de Mozarts Apollo en Hyacinth en de Weltgeist in Die Schuldigkeit des ersten Gebots. Ook op dit festival verscheen ze een jaar later als Madame Silberklang in Der Schauspieldirektor show en Bastienne in Bastien und Bastienne. 
Na een engagement bij de Hamburg Opera Studio, verhuisde Christiane Karg aan het begin van het seizoen 2008/2009 naar de Opera van Frankfurt. Hier zong ze onder andere Susanna in Le nozze di Figaro, de Musetta in La Bohème en de Pamina in Die Zauberflöte. Verder zong Christiane Karg bij Theater an der Wien als Ismene in Mitridate, bij de Bayerische Staatsoper in München als Ighino in de opera Palestrina (onder Simone Young ), op de Komische Oper Berlin als Musetta in La Bohème en als Norina in Don Pasquale. In 2010 speelde Karg op het Salzburg Festival als Cupido in Orpheus en Eurydice onder regie van Riccardo Muti. In oktober 2011 zong ze Anne Truelove in The Rake's Progress in de Opéra de Lille. 
Christiane Karg treedt ook op als concert-, lied- en oratoriumzanger. Haar repertoire omvat werken van Johann Sebastian Bach, Georg Friedrich Handel, Wolfgang Amadeus Mozart, Joseph Haydn, Franz Schubert, Giovanni Battista Pergolesi, Felix Mendelssohn Bartholdy en Gustav Mahler. Ze trad op met het orkest van het Sleeswijk-Holstein Muziekfestival en de Messiah van Georg Friedrich Händel in Spanje en Brazilië, en met L'Accoglienza van Carl Maria von Weber bij de Semperoper in Dresden. 
Concerten op muziekfestivals onder leiding van Enoch zu Guttenberg, Claus Peter Flor of Nikolaus Harnoncourt leidden Christiane Karg naar Augsburg, Neurenberg, Salzburg, München, Röttingen en Herrenchiemsee. Ze gaf recitals op het Sleeswijk-Holstein Muziekfestival, op de Niedersächsische Musiktage, op de Heidelberger Frühling, op de Schubertiade Vilabertran, in de Kölner Philharmonie en in de Wiener Musikverein. In december 2009 organiseerde ze een kersttournee met het Windsbacher Knabenchor.   
In 2012 was Christiane Karg solist bij het NDR Symphony Orchestra tijdens het openingsconcert van het Sleeswijk-Holstein Muziekfestival. Op het programma stond Peer Gynt van Edvard Grieg in een versie van de Oostenrijkse acteur Klaus Maria Brandauer, olv Thomas Hengelbrock. Het concert vond plaats in de Musik- und Kongresshalle Lübeck.
In 2012 verscheen haar tweede cd Amoretti met aria's van Mozart, Gluck en Grétry met het ensemble Arcangelo olv. Jonathan Cohen. Daarnaast nam ze met pianist Malcolm Martineau cd's op met liederen van Richard Strauss, Wolf, Berg, Fauré, Debussy en Poulenc. In 2017 verscheen op het label Berlin Classics haar cd Parfum.

## Onderscheidingen
- 2007: winnaar New Voices
- 2008: Speciale prijs op de internationale vocale competitie "Francisco Viñas" in Barcelona (categorie Lied/Oratorium)
- 2008: Award van de Hamel Foundation, Hannover
- 2009: Jonge kunstenaar van het jaar 2009
- 2010: winnaar van de ECHO Klassik 2010 in de categorie "jonge artiesten", sectie "zingen"
- 2018: Brahms-prijs

## Discografie (selectie)
- Felix Mendelssohn Bartholdy, Lobgesang. Symphonic Cantata op. 52, Deutsche Kammerphilharmonie Bremen, olv Frieder Bernius (Carus Verlag CV 83.213 / 00)
- Transformation - Songs of a Year, Christiane Karg, Soprano - Burkhard Kehring, Piano (Berlin Classics 782124166229)
- AMORETTI - Aria's van Mozart, Gluck en Grétry, dirigent: Jonathan Cohen (Berlin Classics 85470003894)
- Richard Strauss, Secret Call, Christiane Karg, Soprano - Malcolm Martineau, Piano (Berlin Classics 0300566BC)
- "Wenn ich ein Vöglein wär". Duitse volksliedjes (Sony)
- SCENE! - concertaria's van Beethoven, Mozart, Haydn en Mendelssohn ; met Arcangelo, dirigent: Jonathan Cohen; Malcolm Martineau, fortepiano; Alina Pogotskina, viool (Berlin Classics 0300646BC)
- Parfum - liederen van Maurice Ravel, Claude Debussy, Benjamin Britten, Charles Koechlin en Henri Duparc ; Bamberger Symphoniker, Dirigent, David Afkham (Berlin Classics 0300832BC)

### Dvd
- Wolfgang Amadeus Mozart, Die Schuldigkeit des ersten Gebotes (Deutsche Grammophon 000440 073 4253 4)
- Hans Pfitzner: Oper Palestrina. Regie Christian Stückl, muzikale leiding Simone Young, Bayerisches Staatsorchester, voorstelling Münchener Nationaltheater 2010. DVD Unitel.